# Fatos Bećiraj
Fatos Bećiraj (in cirillico: Фатос Бећирај?, in albanese Fatos Besim Beqiraj; Peć, 5 maggio 1988) è un ex calciatore montenegrino, di ruolo attaccante.

## Biografia
Bećiraj è nato a Peć, nell'allora provincia jugoslava del Kosovo. Possiede la cittadinanza albanese.

## Caratteristiche tecniche
Paragonato a Nikica Jelavić per prestanza fisica e doti tecniche, è un centravanti, forte fisicamente ed efficace nel gioco aereo. È inoltre un buon rigorista.

## Carriera

### Club
Il 30 agosto 2010 viene tesserato dalla Dinamo Zagabria. Il 22 novembre 2011 va a segno con un colpo di testa al Santiago Bernabéu contro il Real Madrid nella fase a gironi di UEFA Champions League, segnando la rete del provvisorio 6-1. L'incontro terminerà 6-2 per le merengues. Termina la stagione segnando 15 reti in campionato, laureandosi capocannoniere del torneo, vinto dalla Dinamo Zagabria.
Dopo aver trascorso una stagione in Cina con il Changchun Yatai, il 17 gennaio 2015 torna in Europa, firmando un biennale con la Dinamo Minsk, nel campionato bielorusso. Il 18 febbraio 2016 passa alla Dinamo Mosca in cambio di 450.000 euro, firmando un accordo valido per tre stagioni.
Rescisso l'accordo con la Dinamo Mosca, il 12 gennaio 2018 viene ingaggiato a parametro zero dal Malines, formazione impegnata nel campionato belga. Il 5 settembre 2018 si trasferisce in Israele, accordandosi con il Maccabi Natanya, firmando un contratto annuale – con opzione di rinnovo – con un ingaggio da 120.000 euro a stagione.
Il 24 luglio 2020 firma un biennale con il Wisła Cracovia, nel campionato polacco. L'11 febbraio 2021 passa in prestito al Bnei Yehuda.

### Nazionale
Esordisce con la nazionale montenegrina il 28 marzo 2009 in Montenegro-Italia (0-2), incontro di qualificazione ai Mondiali 2010, subentrando al 71' al posto di Radomir Đalović. Mette a segno la sua prima rete in nazionale il 17 novembre 2010 contro l'Azerbaigian, in amichevole. Il 7 novembre 2022 annuncia il ritiro dalla nazionale. In totale conta 86 incontri e 15 reti con la selezione montenegrina, di cui è stato primatista di presenze in solitaria sino al 2025, anno in cui è stato superato da Stevan Jovetić.

## Statistiche

### Presenze e reti nei club
Statistiche aggiornate al 9 febbraio 2023.
| Stagione               | Squadra                | Campionato             | Campionato | Campionato | Coppe nazionali | Coppe nazionali | Coppe nazionali | Coppe continentali | Coppe continentali | Coppe continentali | Altre coppe | Altre coppe | Altre coppe | Totale | Totale |
| Stagione               | Squadra                | Comp                   | Pres       | Reti       | Comp            | Pres            | Reti            | Comp               | Pres               | Reti               | Comp        | Pres        | Reti        | Pres   | Reti   |
| ---------------------- | ---------------------- | ---------------------- | ---------- | ---------- | --------------- | --------------- | --------------- | ------------------ | ------------------ | ------------------ | ----------- | ----------- | ----------- | ------ | ------ |
| gen.-giu. 2008         | Budućnost              | PL                     | 15         | 9          | CM              | -               | -               | -                  | -                  | -                  | -           | -           | -           | 15     | 9      |
| 2008-2009              | Budućnost              | PL                     | 32         | 18         | CM              | 0               | 0               | UCL                | 2                  | 2                  | -           | -           | -           | 34     | 20     |
| 2009-2010              | Budućnost              | PL                     | 30         | 10         | CM              | 0               | 0               | UEL                | 2                  | 0                  | -           | -           | -           | 32     | 10     |
| ago. 2010              | Budućnost              | PL                     | 4          | 2          | CM              | 0               | 0               | UEL                | 4                  | 2                  | -           | -           | -           | 8      | 4      |
| Totale Budućnost       | Totale Budućnost       | Totale Budućnost       | 81         | 39         |                 | 0               | 0               |                    | 8                  | 4                  |             | -           | -           | 89     | 43     |
| ago. 2010-2011         | Dinamo Zagabria        | 1. HNL                 | 22         | 8          | CC              | 8               | 8               | UEL                | 6                  | 0                  | SC          | -           | -           | 36     | 16     |
| 2011-2012              | Dinamo Zagabria        | 1. HNL                 | 28         | 15         | CC              | 5               | 1               | UCL                | 12                 | 2                  | -           | -           | -           | 45     | 18     |
| 2012-2013              | Dinamo Zagabria        | 1. HNL                 | 27         | 4          | CC              | 1               | 1               | UCL                | 10                 | 2                  | -           | -           | -           | 38     | 7      |
| 2013-gen. 2014         | Dinamo Zagabria        | 1. HNL                 | 13         | 3          | CC              | 3               | 2               | UCL+UEL            | 1+3                | 1+1                | SC          | 0           | 0           | 20     | 7      |
| Totale Dinamo Zagabria | Totale Dinamo Zagabria | Totale Dinamo Zagabria | 90         | 30         |                 | 17              | 12              |                    | 32                 | 6                  |             | 0           | 0           | 139    | 48     |
| 2014                   | Changchun Yatai        | CSL                    | 28         | 7          | CC              | 0               | 0               | -                  | -                  | -                  | -           | -           | -           | 28     | 7      |
| 2015                   | Dinamo Minsk           | VL                     | 23         | 9          | KB+KB           | 4+3             | 4+2             | UEL                | 12                 | 4                  | -           | -           | -           | 42     | 19     |
| feb.-giu. 2016         | Dinamo Mosca           | PL                     | 12         | 2          | KR              | 1               | 0               | -                  | -                  | -                  | -           | -           | -           | 13     | 2      |
| 2016-2017              | Dinamo Mosca           | 1D                     | 30         | 9          | KR              | 3               | 1               | -                  | -                  | -                  | -           | -           | -           | 33     | 10     |
| 2017-gen. 2018         | Dinamo Mosca           | PL                     | 18         | 2          | KR              | 0               | 0               | -                  | -                  | -                  | -           | -           | -           | 18     | 2      |
| Totale Dinamo Mosca    | Totale Dinamo Mosca    | Totale Dinamo Mosca    | 60         | 13         |                 | 4               | 1               |                    | -                  | -                  |             | -           | -           | 64     | 14     |
| gen.-giu. 2018         | Malines                | D1                     | 4          | 0          | CB              | -               | -               | -                  | -                  | -                  | -           | -           | -           | 4      | 0      |
| 2018-2019              | Maccabi Natanya        | Lh                     | 22+8       | 11+2       | CI+CdL          | 5+5             | 3+1             | -                  | -                  | -                  | -           | -           | -           | 40     | 17     |
| 2019-2020              | Maccabi Natanya        | Lh                     | 23+1       | 7          | CI+CdL          | 1+0             | 0               | -                  | -                  | -                  | -           | -           | -           | 25     | 7      |
| Totale Maccabi Netanya | Totale Maccabi Netanya | Totale Maccabi Netanya | 45+9       | 18+2       |                 | 11              | 4               |                    | -                  | -                  |             | -           | -           | 65     | 24     |
| 2020-feb. 2021         | Wisła Cracovia         | EK                     | 10         | 0          | CP              | 1               | 0               | -                  | -                  | -                  | -           | -           | -           | 11     | 0      |
| feb.-giu. 2021         | Bnei Yehuda            | Lh                     | 6+7        | 0+2        | CI+CdL          | -               | -               | -                  | -                  | -                  | -           | -           | -           | 13     | 2      |
| 2021                   | Astana                 | PL                     | 7          | 2          | CK              | 7               | 0               | UECL               | 4                  | 0                  | SK          | -           | -           | 18     | 2      |
| gen.-giu. 2022         | Dečić                  | PL                     | 14         | 1          | CM              | 3               | 0               | -                  | -                  | -                  | -           | -           | -           | 17     | 1      |
| 2022-feb. 2023         | Dečić                  | PL                     | 18         | 5          | CM              | 1               | 1               | UECL               | 2                  | 1                  | -           | -           | -           | 21     | 7      |
| Totale Dečić           | Totale Dečić           | Totale Dečić           | 32         | 6          |                 | 4               | 1               |                    | 2                  | 1                  |             | -           | -           | 38     | 8      |
| feb.-giu. 2023         | Mornar                 | PL                     | 18         | 3          | CM              | -               | -               | -                  | -                  | -                  | -           | -           | -           | 18     | 3      |
| Totale carriera        | Totale carriera        | Totale carriera        | 420        | 131        |                 | 51              | 24              |                    | 58                 | 15                 |             | 0           | 0           | 529    | 170    |

### Cronologia presenze e reti in nazionale
| Cronologia completa delle presenze e delle reti in nazionale ― Montenegro | Cronologia completa delle presenze e delle reti in nazionale ― Montenegro | Cronologia completa delle presenze e delle reti in nazionale ― Montenegro | Cronologia completa delle presenze e delle reti in nazionale ― Montenegro | Cronologia completa delle presenze e delle reti in nazionale ― Montenegro | Cronologia completa delle presenze e delle reti in nazionale ― Montenegro | Cronologia completa delle presenze e delle reti in nazionale ― Montenegro | Cronologia completa delle presenze e delle reti in nazionale ― Montenegro |
| Data                                                                      | Città                                                                     | In casa                                                                   | Risultato                                                                 | Ospiti                                                                    | Competizione                                                              | Reti                                                                      | Note                                                                      |
| ------------------------------------------------------------------------- | ------------------------------------------------------------------------- | ------------------------------------------------------------------------- | ------------------------------------------------------------------------- | ------------------------------------------------------------------------- | ------------------------------------------------------------------------- | ------------------------------------------------------------------------- | ------------------------------------------------------------------------- |
| 28-3-2009                                                                 | Podgorica                                                                 | Montenegro                                                                | 0 – 2                                                                     | Italia                                                                    | Qual. Mondiali 2010                                                       | -                                                                         | 71’                                                                       |
| 1-4-2009                                                                  | Tbilisi                                                                   | Georgia                                                                   | 0 – 0                                                                     | Montenegro                                                                | Qual. Mondiali 2010                                                       | -                                                                         | 68’                                                                       |
| 12-8-2009                                                                 | Podgorica                                                                 | Montenegro                                                                | 2 – 1                                                                     | Galles                                                                    | Amichevole                                                                | -                                                                         | 74’                                                                       |
| 25-5-2010                                                                 | Podgorica                                                                 | Montenegro                                                                | 0 – 1                                                                     | Albania                                                                   | Amichevole                                                                | -                                                                         | 70’                                                                       |
| 29-5-2010                                                                 | Oslo                                                                      | Norvegia                                                                  | 2 – 1                                                                     | Montenegro                                                                | Amichevole                                                                | -                                                                         | 87’                                                                       |
| 11-8-2010                                                                 | Podgorica                                                                 | Montenegro                                                                | 2 – 0                                                                     | Irlanda del Nord                                                          | Amichevole                                                                | -                                                                         | 83’                                                                       |
| 3-9-2010                                                                  | Podgorica                                                                 | Montenegro                                                                | 1 – 0                                                                     | Galles                                                                    | Qual. Euro 2012                                                           | -                                                                         | 87’                                                                       |
| 8-10-2010                                                                 | Podgorica                                                                 | Montenegro                                                                | 1 – 0                                                                     | Svizzera                                                                  | Qual. Euro 2012                                                           | -                                                                         | 84’                                                                       |
| 12-10-2010                                                                | Londra                                                                    | Inghilterra                                                               | 0 – 0                                                                     | Montenegro                                                                | Qual. Euro 2012                                                           | -                                                                         | 83’                                                                       |
| 17-11-2010                                                                | Podgorica                                                                 | Montenegro                                                                | 2 – 0                                                                     | Azerbaigian                                                               | Amichevole                                                                | 1                                                                         | 56’                                                                       |
| 25-3-2011                                                                 | Podgorica                                                                 | Montenegro                                                                | 1 – 0                                                                     | Uzbekistan                                                                | Amichevole                                                                | -                                                                         |                                                                           |
| 7-10-2011                                                                 | Podgorica                                                                 | Montenegro                                                                | 2 – 2                                                                     | Inghilterra                                                               | Qual. Euro 2012                                                           | -                                                                         | 64’                                                                       |
| 11-10-2011                                                                | Basilea                                                                   | Svizzera                                                                  | 2 – 0                                                                     | Montenegro                                                                | Qual. Euro 2012                                                           | -                                                                         | 40’                                                                       |
| 11-11-2011                                                                | Praga                                                                     | Rep. Ceca                                                                 | 2 – 0                                                                     | Montenegro                                                                | Qual. Euro 2012                                                           | -                                                                         | 58’                                                                       |
| 29-2-2012                                                                 | Podgorica                                                                 | Montenegro                                                                | 2 – 1                                                                     | Islanda                                                                   | Amichevole                                                                | -                                                                         | 46’                                                                       |
| 25-5-2012                                                                 | Bruxelles                                                                 | Belgio                                                                    | 2 – 2                                                                     | Montenegro                                                                | Amichevole                                                                | -                                                                         | 46’                                                                       |
| 15-8-2012                                                                 | Podgorica                                                                 | Montenegro                                                                | 2 – 0                                                                     | Lettonia                                                                  | Amichevole                                                                | -                                                                         | 73’                                                                       |
| 11-9-2012                                                                 | Serravalle                                                                | San Marino                                                                | 0 – 6                                                                     | Montenegro                                                                | Qual. Mondiali 2014                                                       | 2                                                                         | 75’                                                                       |
| 14-11-2012                                                                | Podgorica                                                                 | Montenegro                                                                | 3 – 0                                                                     | San Marino                                                                | Qual. Mondiali 2014                                                       | -                                                                         |                                                                           |
| 7-6-2013                                                                  | Podgorica                                                                 | Montenegro                                                                | 0 – 4                                                                     | Ucraina                                                                   | Qual. Mondiali 2014                                                       | -                                                                         | 75’                                                                       |
| 14-8-2013                                                                 | Žodzina                                                                   | Bielorussia                                                               | 1 – 1                                                                     | Montenegro                                                                | Amichevole                                                                | -                                                                         | 76’                                                                       |
| 6-9-2013                                                                  | Varsavia                                                                  | Polonia                                                                   | 1 – 1                                                                     | Montenegro                                                                | Qual. Mondiali 2014                                                       | -                                                                         | 85’                                                                       |
| 11-10-2013                                                                | Londra                                                                    | Inghilterra                                                               | 4 – 1                                                                     | Montenegro                                                                | Qual. Mondiali 2014                                                       | -                                                                         | 57’                                                                       |
| 15-10-2013                                                                | Podgorica                                                                 | Montenegro                                                                | 2 – 5                                                                     | Moldavia                                                                  | Qual. Mondiali 2014                                                       | -                                                                         | 77’                                                                       |
| 17-11-2013                                                                | Lussemburgo                                                               | Lussemburgo                                                               | 1 – 4                                                                     | Montenegro                                                                | Amichevole                                                                | -                                                                         | 51’ 78’                                                                   |
| 5-3-2014                                                                  | Podgorica                                                                 | Montenegro                                                                | 1 – 0                                                                     | Ghana                                                                     | Amichevole                                                                | -                                                                         | 67’                                                                       |
| 8-9-2014                                                                  | Podgorica                                                                 | Montenegro                                                                | 2 – 0                                                                     | Moldavia                                                                  | Qual. Euro 2016                                                           | -                                                                         | 66’                                                                       |
| 9-10-2014                                                                 | Vaduz                                                                     | Liechtenstein                                                             | 0 – 0                                                                     | Montenegro                                                                | Qual. Euro 2016                                                           | -                                                                         | 46’                                                                       |
| 12-10-2014                                                                | Vienna                                                                    | Austria                                                                   | 1 – 0                                                                     | Montenegro                                                                | Qual. Euro 2016                                                           | -                                                                         |                                                                           |
| 15-11-2014                                                                | Podgorica                                                                 | Montenegro                                                                | 1 – 1                                                                     | Svezia                                                                    | Qual. Euro 2016                                                           | -                                                                         | 67’                                                                       |
| 8-6-2015                                                                  | Viborg                                                                    | Danimarca                                                                 | 2 – 1                                                                     | Montenegro                                                                | Amichevole                                                                | -                                                                         | 63’                                                                       |
| 14-6-2015                                                                 | Solna                                                                     | Svezia                                                                    | 3 – 1                                                                     | Montenegro                                                                | Qual. Euro 2016                                                           | -                                                                         |                                                                           |
| 5-9-2015                                                                  | Podgorica                                                                 | Montenegro                                                                | 2 – 0                                                                     | Liechtenstein                                                             | Qual. Euro 2016                                                           | 1                                                                         |                                                                           |
| 8-9-2015                                                                  | Chișinău                                                                  | Moldavia                                                                  | 0 – 2                                                                     | Montenegro                                                                | Qual. Euro 2016                                                           | -                                                                         |                                                                           |
| 9-10-2015                                                                 | Podgorica                                                                 | Montenegro                                                                | 2 – 3                                                                     | Austria                                                                   | Qual. Euro 2016                                                           | 1                                                                         |                                                                           |
| 12-10-2015                                                                | Mosca                                                                     | Russia                                                                    | 2 – 0                                                                     | Montenegro                                                                | Qual. Euro 2016                                                           | -                                                                         |                                                                           |
| 12-11-2015                                                                | Skopje                                                                    | Macedonia                                                                 | 4 – 1                                                                     | Montenegro                                                                | Amichevole                                                                | -                                                                         | 68’                                                                       |
| 24-3-2016                                                                 | Atene                                                                     | Grecia                                                                    | 2 – 1                                                                     | Montenegro                                                                | Amichevole                                                                | -                                                                         | Cap.                                                                      |
| 29-3-2016                                                                 | Podgorica                                                                 | Montenegro                                                                | 0 – 0                                                                     | Bielorussia                                                               | Amichevole                                                                | -                                                                         |                                                                           |
| 29-5-2016                                                                 | Antalya                                                                   | Turchia                                                                   | 1 – 0                                                                     | Montenegro                                                                | Amichevole                                                                | -                                                                         | 27’                                                                       |
| 4-9-2016                                                                  | Cluj-Napoca                                                               | Romania                                                                   | 1 – 1                                                                     | Montenegro                                                                | Qual. Mondiali 2018                                                       | -                                                                         | 90+2’                                                                     |
| 8-10-2016                                                                 | Podgorica                                                                 | Montenegro                                                                | 5 – 0                                                                     | Kazakistan                                                                | Qual. Mondiali 2018                                                       | 1                                                                         | 31’ 76’                                                                   |
| 11-10-2016                                                                | Copenaghen                                                                | Danimarca                                                                 | 0 – 1                                                                     | Montenegro                                                                | Qual. Mondiali 2018                                                       | 1                                                                         |                                                                           |
| 11-11-2016                                                                | Erevan                                                                    | Armenia                                                                   | 3 – 2                                                                     | Montenegro                                                                | Qual. Mondiali 2018                                                       | -                                                                         |                                                                           |
| 26-3-2017                                                                 | Podgorica                                                                 | Montenegro                                                                | 1 – 2                                                                     | Polonia                                                                   | Qual. Mondiali 2018                                                       | -                                                                         |                                                                           |
| 4-6-2017                                                                  | Podgorica                                                                 | Montenegro                                                                | 1 – 2                                                                     | Iran                                                                      | Amichevole                                                                | -                                                                         | 46’                                                                       |
| 10-6-2017                                                                 | Podgorica                                                                 | Montenegro                                                                | 4 – 1                                                                     | Armenia                                                                   | Qual. Mondiali 2018                                                       | 1                                                                         |                                                                           |
| 1-9-2017                                                                  | Astana                                                                    | Kazakistan                                                                | 0 – 3                                                                     | Montenegro                                                                | Qual. Mondiali 2018                                                       | 1                                                                         | 84’                                                                       |
| 4-9-2017                                                                  | Podgorica                                                                 | Montenegro                                                                | 1 – 0                                                                     | Romania                                                                   | Qual. Mondiali 2018                                                       | -                                                                         | 85’ 90+2’                                                                 |
| 8-10-2017                                                                 | Varsavia                                                                  | Polonia                                                                   | 4 – 2                                                                     | Montenegro                                                                | Qual. Mondiali 2018                                                       | -                                                                         | Cap. 38’                                                                  |
| 23-3-2018                                                                 | Nicosia                                                                   | Cipro                                                                     | 0 – 0                                                                     | Montenegro                                                                | Amichevole                                                                | -                                                                         | 36’                                                                       |
| 27-3-2018                                                                 | Podgorica                                                                 | Montenegro                                                                | 2 – 2                                                                     | Turchia                                                                   | Amichevole                                                                | -                                                                         | 79’                                                                       |
| 28-5-2018                                                                 | Zenica                                                                    | Bosnia ed Erzegovina                                                      | 0 – 0                                                                     | Montenegro                                                                | Amichevole                                                                | -                                                                         | Cap. 80’                                                                  |
| 2-6-2018                                                                  | Podgorica                                                                 | Montenegro                                                                | 0 – 2                                                                     | Slovenia                                                                  | Amichevole                                                                | -                                                                         | Cap.                                                                      |
| 7-9-2018                                                                  | Ploiești                                                                  | Romania                                                                   | 0 – 0                                                                     | Montenegro                                                                | UEFA Nations League 2018-2019 - 1º turno                                  | -                                                                         | 81’                                                                       |
| 10-9-2018                                                                 | Podgorica                                                                 | Montenegro                                                                | 2 – 0                                                                     | Lituania                                                                  | UEFA Nations League 2018-2019 - 1º turno                                  | -                                                                         |                                                                           |
| 11-10-2018                                                                | Podgorica                                                                 | Montenegro                                                                | 0 – 2                                                                     | Serbia                                                                    | UEFA Nations League 2018-2019 - 1º turno                                  | -                                                                         | 80’                                                                       |
| 14-10-2018                                                                | Vilnius                                                                   | Lituania                                                                  | 1 – 4                                                                     | Montenegro                                                                | UEFA Nations League 2018-2019 - 1º turno                                  | -                                                                         | 72’                                                                       |
| 20-11-2018                                                                | Podgorica                                                                 | Montenegro                                                                | 0 – 1                                                                     | Romania                                                                   | UEFA Nations League 2018-2019 - 1º turno                                  | -                                                                         | Cap. 64’                                                                  |
| 22-3-2019                                                                 | Sofia                                                                     | Bulgaria                                                                  | 1 – 1                                                                     | Montenegro                                                                | Qual. Euro 2020                                                           | -                                                                         | Cap. 25’                                                                  |
| 25-3-2019                                                                 | Podgorica                                                                 | Montenegro                                                                | 1 – 5                                                                     | Inghilterra                                                               | Qual. Euro 2020                                                           | -                                                                         | 61’                                                                       |
| 7-6-2019                                                                  | Podgorica                                                                 | Montenegro                                                                | 1 – 1                                                                     | Kosovo                                                                    | Qual. Euro 2020                                                           | -                                                                         | Cap.                                                                      |
| 10-6-2019                                                                 | Olomouc                                                                   | Rep. Ceca                                                                 | 3 – 0                                                                     | Montenegro                                                                | Qual. Euro 2020                                                           | -                                                                         | 85’                                                                       |
| 5-9-2019                                                                  | Podgorica                                                                 | Montenegro                                                                | 2 – 1                                                                     | Ungheria                                                                  | Amichevole                                                                | -                                                                         | Cap.                                                                      |
| 10-9-2019                                                                 | Podgorica                                                                 | Montenegro                                                                | 0 – 3                                                                     | Rep. Ceca                                                                 | Qual. Euro 2020                                                           | -                                                                         | 73’                                                                       |
| 11-10-2019                                                                | Podgorica                                                                 | Montenegro                                                                | 0 – 0                                                                     | Bulgaria                                                                  | Qual. Euro 2020                                                           | -                                                                         |                                                                           |
| 14-10-2019                                                                | Pristina                                                                  | Kosovo                                                                    | 2 – 0                                                                     | Montenegro                                                                | Qual. Euro 2020                                                           | -                                                                         | 46’                                                                       |
| 14-11-2019                                                                | Londra                                                                    | Inghilterra                                                               | 7 – 0                                                                     | Montenegro                                                                | Qual. Euro 2020                                                           | -                                                                         | Cap.                                                                      |
| 19-11-2019                                                                | Podgorica                                                                 | Montenegro                                                                | 2 – 0                                                                     | Bielorussia                                                               | Amichevole                                                                | -                                                                         | 72’                                                                       |
| 5-9-2020                                                                  | Strovolos                                                                 | Cipro                                                                     | 0 – 2                                                                     | Montenegro                                                                | UEFA Nations League 2020-2021 - 1º turno                                  | -                                                                         | 46’                                                                       |
| 8-9-2020                                                                  | Lussemburgo                                                               | Lussemburgo                                                               | 0 – 1                                                                     | Montenegro                                                                | UEFA Nations League 2020-2021 - 1º turno                                  | 1                                                                         | 75’                                                                       |
| 7-10-2020                                                                 | Podgorica                                                                 | Montenegro                                                                | 1 – 1                                                                     | Lettonia                                                                  | Amichevole                                                                | -                                                                         | 72’                                                                       |
| 10-10-2020                                                                | Podgorica                                                                 | Montenegro                                                                | 2 – 0                                                                     | Azerbaigian                                                               | UEFA Nations League 2020-2021 - 1º turno                                  | -                                                                         | 71’                                                                       |
| 13-10-2020                                                                | Podgorica                                                                 | Montenegro                                                                | 1 – 2                                                                     | Lussemburgo                                                               | UEFA Nations League 2020-2021 - 1º turno                                  | -                                                                         | 66’                                                                       |
| 11-11-2020                                                                | Podgorica                                                                 | Montenegro                                                                | 0 – 0                                                                     | Kazakistan                                                                | Amichevole                                                                | -                                                                         | Cap. 56’                                                                  |
| 24-3-2021                                                                 | Riga                                                                      | Lettonia                                                                  | 1 – 2                                                                     | Montenegro                                                                | Qual. Mondiali 2022                                                       | -                                                                         | 87’                                                                       |
| 27-3-2021                                                                 | Podgorica                                                                 | Montenegro                                                                | 4 – 1                                                                     | Gibilterra                                                                | Qual. Mondiali 2022                                                       | 1                                                                         | Cap. 46’                                                                  |
| 30-3-2021                                                                 | Podgorica                                                                 | Montenegro                                                                | 0 – 1                                                                     | Norvegia                                                                  | Qual. Mondiali 2022                                                       | -                                                                         | 88’                                                                       |
| 2-6-2021                                                                  | Sarajevo                                                                  | Bosnia ed Erzegovina                                                      | 0 – 0                                                                     | Montenegro                                                                | Amichevole                                                                | -                                                                         | Cap. 46’                                                                  |
| 5-6-2021                                                                  | Podgorica                                                                 | Montenegro                                                                | 1 – 3                                                                     | Israele                                                                   | Amichevole                                                                | 1                                                                         | 60’                                                                       |
| 7-9-2021                                                                  | Podgorica                                                                 | Montenegro                                                                | 0 – 0                                                                     | Lettonia                                                                  | Qual. Mondiali 2022                                                       | -                                                                         | Cap. 60’                                                                  |
| 8-10-2021                                                                 | Gibilterra                                                                | Gibilterra                                                                | 0 – 3                                                                     | Montenegro                                                                | Qual. Mondiali 2022                                                       | 2                                                                         | Cap. 45+6’                                                                |
| 11-10-2021                                                                | Oslo                                                                      | Norvegia                                                                  | 2 – 0                                                                     | Montenegro                                                                | Qual. Mondiali 2022                                                       | -                                                                         | 82’                                                                       |
| 13-11-2021                                                                | Podgorica                                                                 | Montenegro                                                                | 2 – 2                                                                     | Paesi Bassi                                                               | Qual. Mondiali 2022                                                       | -                                                                         | 62’                                                                       |
| 16-11-2021                                                                | Podgorica                                                                 | Montenegro                                                                | 1 – 2                                                                     | Turchia                                                                   | Qual. Mondiali 2022                                                       | 1                                                                         | 66’                                                                       |
| 7-6-2022                                                                  | Helsinki                                                                  | Finlandia                                                                 | 2 – 0                                                                     | Montenegro                                                                | UEFA Nations League 2022-2023 - 1º turno                                  | -                                                                         | Cap. 46’                                                                  |
| Totale                                                                    |                                                                           | Presenze (1º posto)                                                       | 86                                                                        |                                                                           | Reti (3º posto)                                                           | 15                                                                        |                                                                           |

## Palmarès

### Club

#### Competizioni nazionali
- Campionato montenegrino: 1

Budućnost: 2007-2008
- Campionato croato: 2

Dinamo Zagabria: 2010-2011, 2011-2012, 2012-2013
- Coppa di Croazia: 2

Dinamo Zagabria: 2010-2011, 2011-2012
- Supercoppa di Croazia: 1

Dinamo Zagabria: 2013
- PFN Ligi: 1

Dinamo Mosca: 2016-2017

### Individuale
- Capocannoniere del campionato montenegrino: 1

2008-2009 (18 reti)
- Capocannoniere della Coppa di Croazia: 1

2010-2011 (10 reti)
- Capocannoniere del campionato croato: 1

2011-2012 (15 reti)